# Прохоровка (Иркутская область)
Прохоровка — деревня в Осинском районе Усть-Ордынского Бурятского округа Иркутской области России. Входит в состав муниципального образования «Русские Янгуты».

## География
Деревня находится в южной части Иркутской области, на правом берегу реки Оса, на расстоянии примерно 10 километров (по прямой) к востоку-юго-востоку (ESE) от села Оса, административного центра района. Абсолютная высота — 445 метров над уровнем моря.

## Население
| 2002 | 2010 | 2011 | 2012 |
| ---- | ---- | ---- | ---- |
| 245  | ↘201 | →201 | →201 |

Согласно результатам переписи 2002 года, в национальной структуре населения русские составляли 89 %.

## Инфраструктура
В деревне функционируют начальная школа (МБОУ «Прохоровская НОШ-детский сад»), сельский клуб и фельдшерско-акушерский пункт (филиал Осинской районной больницы).

## Улицы
Уличная сеть деревни состоит из 5 улиц и 6 переулков.